# Cerodontha labradorensis
Cerodontha labradorensis este o specie de muște din genul Cerodontha, familia Agromyzidae, descrisă de Spencer în anul 1969.
Este endemică în Labrador. Conform Catalogue of Life specia Cerodontha labradorensis nu are subspecii cunoscute.